# Evergreen (Carolina del Norte)
Evergreen es un lugar designado por el censo del condado de Columbus en el estado estadounidense de Carolina del Norte.
Se encuentra en la Carretera de Carolina del Norte 242 al norte de Interestatal 74, U.S. Route 74 y Carretera de Carolina del Norte 130, a una altura de 105 pies (32 m).